# Ernst Christoph Nolte
Ernst Christoph Nolte (* 1733 in Gardelegen; † 26. Oktober 1761 in Lenzen (Elbe)), auch Ernst Christoph Nolten oder Ernestvs Christophervs Noltenivs, war ein evangelischer Geistlicher, Feldprediger in den Schlesischen Kriegen, Königlicher Inspektor und Pastor in Lenzen.

## Leben

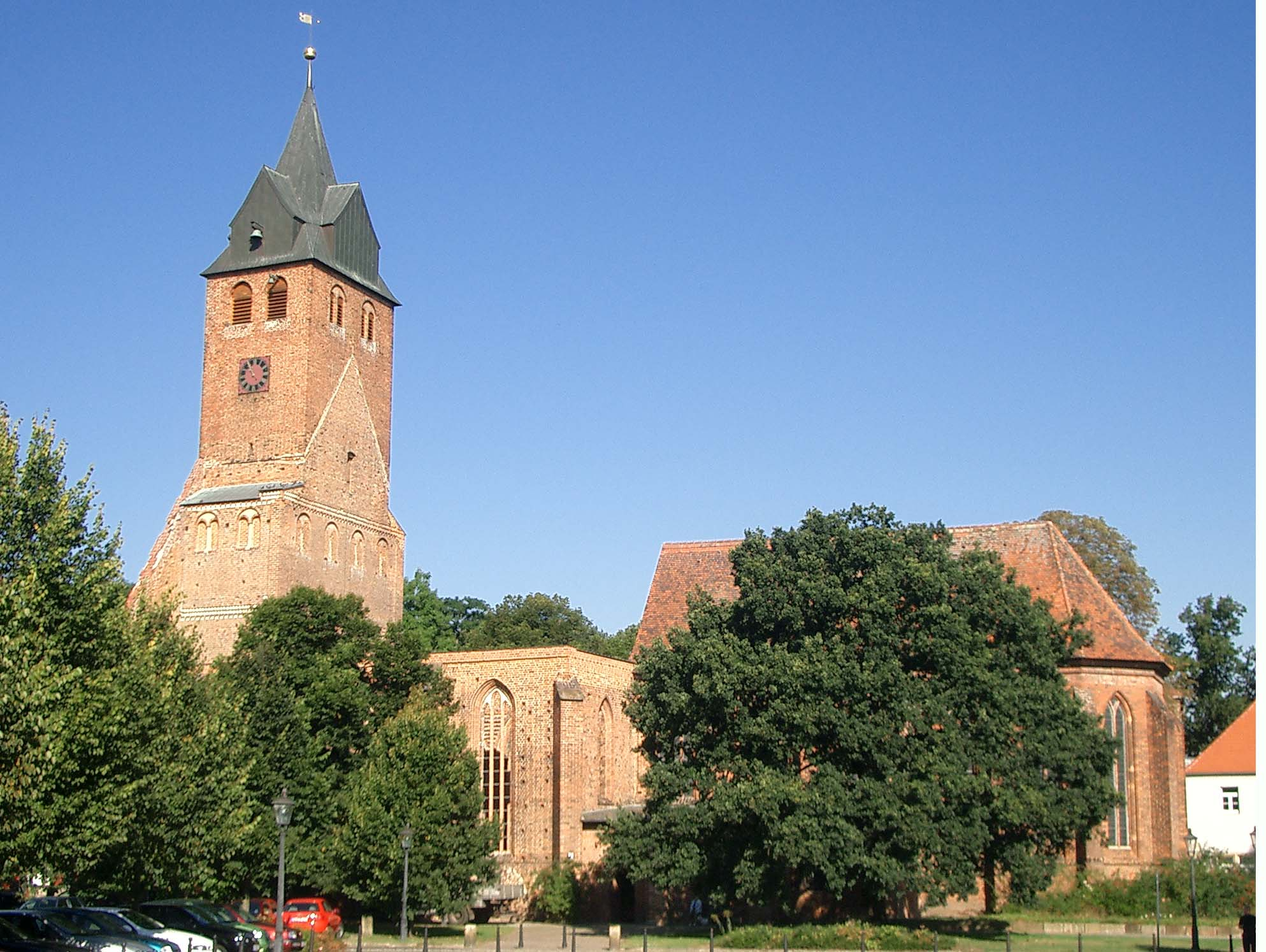
Nikolaikirche Gardelegen

### Abstammung
Nolte war ein Sohn des Theologen Johann Rudolph Nolten (1691–1754), zuletzt Generalsuperintendent in Stendal, und seiner zweiten Ehefrau Eleonore Elisabeth Heinzelmann († 1769), Tochter des Justus Heinzelmann, Oberpfarrer an St. Marien und Superintendent in Gardelegen. Aus den beiden Ehen hatte sein Vater 19 Kinder. Sein Vater wurde 1717 in Stendal ordiniert und war danach als Geistlicher in mehreren Funktionen in Gardelegen tätig. 1731 wurde er Archdiakon an der Nikolaikirche in Gardelegen, 1735 Oberpfarrer an der Marienkirche und Superintendent in Gardelegen und 1741 Oberpfarrer am Dom zu Stendal und Generalsuperintendent in Stendal. Er war befreundet mit Germanus Lüdke (1683–1735), der bei seinem Tode Archdiakon am Dom in Stendal war.
Nolte wurde 1733 in Gardelegen geboren, als sein Vater Archidiakon an St. Nicolai war.

### Studium, Theologische Position
Nolte studierte ab 1750 Philosophie und Theologie an der Universität in Halle.
Schon während des Studiums im Alter von 18 Jahren übersetzte er 1551 ein Werk des niederländischen Mennoniten Johann Stinstra (1709–1790), der sich in seinem Werk u. a. mit der Gewissensfreiheit beschäftigt hatte. Der Verfasser der „Vorrede“ zu seiner Übersetzung, August Friedrich Wilhelm Sack (1703–1786), der die Übersetzung angeregt hatte, war ein reformierter Theologe und Hofprediger in Berlin. Nolte fertigte zu der Schrift eine eigene „Nachricht“. In dem Vorwort (S. 2 und 3) von Sack wird er als „Candidato Ministerii“ und „Candidat Noltenius“ bezeichnet. 1745 war Sack zum Visitator des reformierten Joachimsthal’schen Gymnasiums in Berlin bestellt worden. Da auch Noltes Freund Friedrich Germanus Lüdke dieses Gymnasium besuchte, ist davon auszugehen, dass Nolte auch dieses Gymnasium besucht und dort Sack kennen gelernt hatte, der sich insbesondere um die Ausbildung junger Theologen bemüht hat.
Im Jahre 1753 disputierte Nolte unter Siegmund Jakob Baumgarten mit einer Arbeit über die Freiheit des Gewissens und dessen Schranken. Dabei unterscheidet er, wie auch schon vorher der Philosoph und Jurist Christian Thomasius, der 50 Jahre vorher in Halle gelehrt hatte, zwischen positiven (menschlichen) Gesetzen und natürlichen bzw. offenbarten (göttlichen) Gesetzen.
Die Tatsache, dass er seine Dissertation Johann Ulrich Christian Koeppen (1694–1762) gewidmet hat, kann als Beleg dafür gesehen werden, dass Nolte dem Pietismus nicht abgeneigt war. Koeppen gehörte wie Sack im Jahre 1750 zum Oberkonsistorium in Berlin.

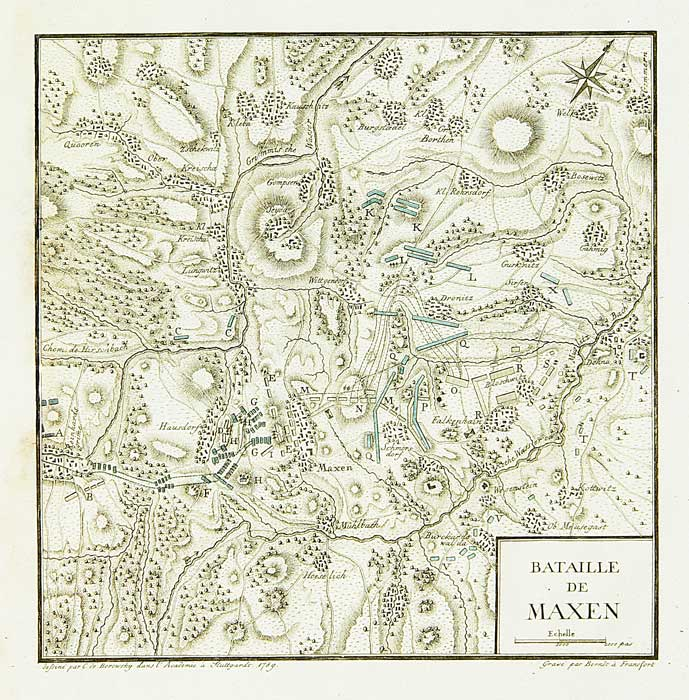
Gefecht von Maxen

### Feldprediger
Zusammen mit seinem Freund Friedrich Germanus Lüdke wurde Nolte bei Beginn des Siebenjährigen Krieges (1756–1763) Feldprediger. Nolte wurde im Kürassier-Regiment 9 eingesetzt, das in der Zeit von 1758 bis 1769 von dem Generalmajor Jakob Friedrich von Bredow befehligt wurde und deshalb den Namen „Regiment v. Bredow“ trug. Das Regiment war November 1759 an der Niederlage im Gefecht von Maxen in Sachsen beteiligt, das mit der vollständigen Niederlage der preußischen Truppen gegen die zahlenmäßig stärkeren österreichischen Truppen endete. Die preußischen Truppenteile gerieten in Gefangenschaft.

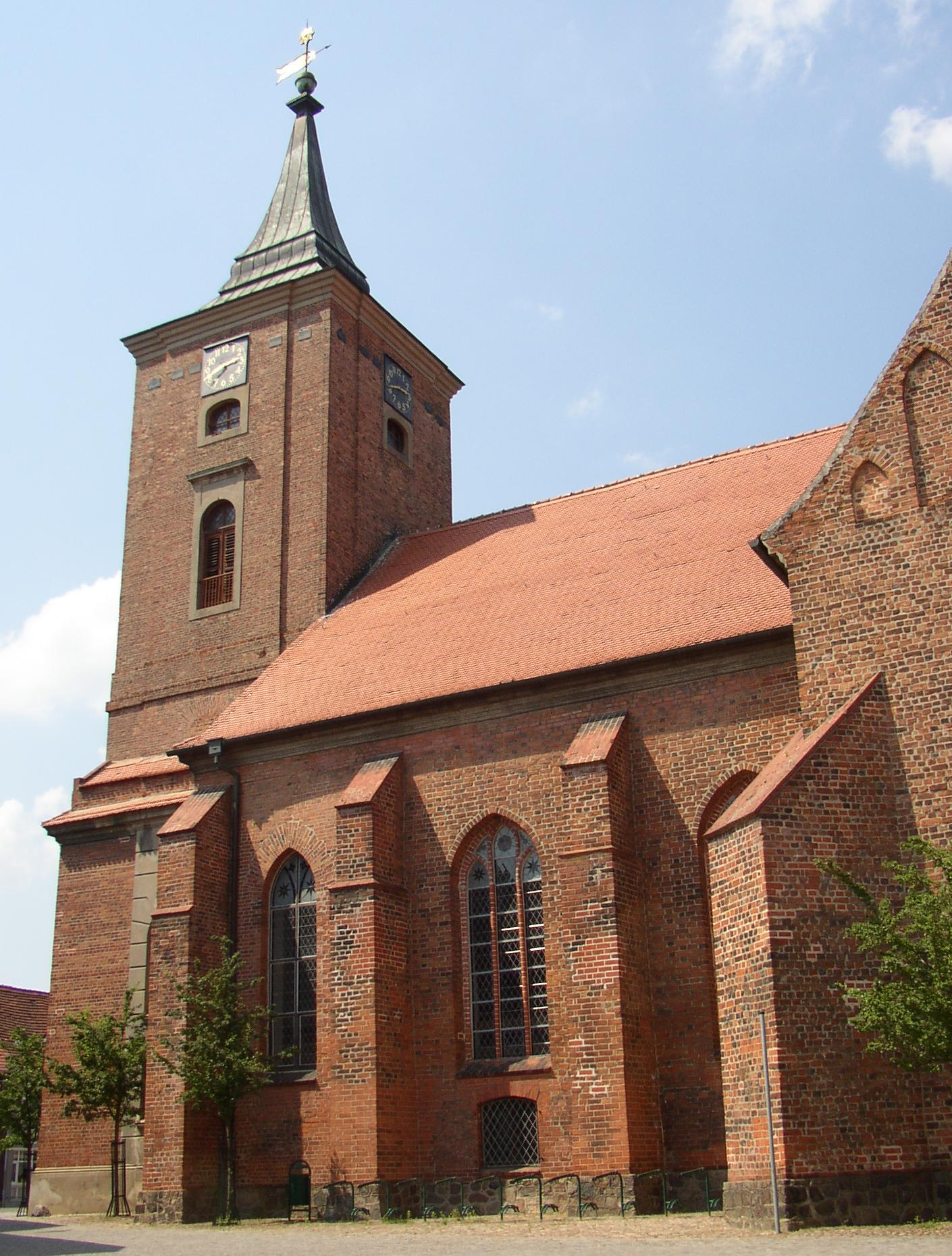
St.-Katharinen-Kirche in Lenzen in Brandenburg

### Inspektor zu Lenzen
Nach Beendigung seiner Dienstzeit wurde er zum preußischen (geistlichen) Inspektor und Pastor zu Len(t)zen ernannt, starb aber schon am 23. Sonntag nach Trinitatis 1761 (26. Oktober 1761) und hinterließ nach nur siebenwöchiger Ehe seine Ehefrau. Diese hat die Predigt Die sorgfältige Bewahrung vor der grossen Verführung bei „Franz“ in Stendal drucken lassen.

## Werke
- Meditationes De limitibus libertati conscientiae ponendis. Halle 1753, Disputation unter dem Vorsitz von Siegmund Jakob Baumgarten E-Book, besprochen von Siegmund Jakob Baumgarten, Nachrichten von merkwürdigen Büchern. Dreizehntes Stück, Halle 1753, S. 548, E-Book
- Die sorgfältige Bewahrung vor der großen Gefahr der Verführung, Stendal 1761, gedruckt bei Franzen und Grosse, in Stendal nach 1761.[6]
- Johann Stinstra´s (1709–1790) Warnung vor dem Fanaticismus, nebst einer Einleitung, darinn die Geschichte der Herrnhuter sowohl als der neuern Bewegungen einiger Entzückten in Holland kürzlich erzehlet wird. Aus dem Holländischen und Französischen übersetzt (von Ernst Christoph Nolte). Herausgegeben, unter der Aufsicht und mit einer Vorrede Herrn  August Friedrich Wilhelm Sacks: daß die wahre Religion kein Fanaticismus sey. Berlin 1752, Rostock (im Original: waarschuwing tegen de geestdrijverij, Te Haarlingen, 1750 E-Book)